# 伊希歐之夢
《伊希歐之夢》（Emil Chronicle Online；簡稱：ECO）是一款由Headlock、GungHo与Broccoli共同制作的大型多人線上角色扮演遊戲。

## 概要
《伊希歐之夢》最初是由Headlock提出企劃案，Broccoli負責產品設計，由GungHo負責營運。於2005年11月24日在日本首次發表。這三間公司的共同組成「Trio ECO」（トリオ・ECO）相當於企劃、開發、營運的製作委員會，但是在2005年11月發表後半年後解散。目前由GungHo負責營運以及管理，Headlock負責製作，Broccoli負責登場人物領域相關的商品販售等。
2013年4月25日15:00時，日本ECO伺服器的網頁版ECO Light GG正式上線，推出的網頁版登錄遊戲與客戶端登錄有著相同體驗，更加輕快與便捷，並且可以跨平臺使用。
韓國Gravity公司，購買除了日本以外的全球發行權，並擴展到全世界，在韓國地區的版本於2007年1月17日開始進行封閉測試，於同年4月20日進行預先公開測試，於同年4月27日公開測試，並於同年8月3日開始進行正式服務，Gravity公司於2010年9月28日宣布於2010年11月3日起停止韓國地區的伺服器，但目前仍为名义上的本作全球发行商。
2006年12月18日，Infocomm Asia Holdings 得到在東南亞，亞洲和大洋洲發行的許可，但是至2010年8月為止並沒有訂定發佈日期。
2007年1月17日，第九城市得到在中國大陸的代理權，將譯名取為《埃米爾物語》，但是沒有進行營運，到了2010年7月22日改由通明（ACCESS BRIGHT）取得代理權，並由其子公司南京守望者网络營運，將譯名取為《艾米爾編年史》，于2011年1月10日开启封测，2011年2月25日开启内测，2011年10月18日开启公测。2013年2月26日，代理商宣布于同年5月26日停止服务。同年4月8日中午时分，代理商在没有任何通知的情况下提前结束游戏服务并关闭游戏官网。
2007年5月9日，Gravity和NHN從2007年5月底架設Hangame，最多提供達12個線上遊戲，而伊希歐之夢將會在2007年6月底成為第一個在Hangame上的遊戲。而GungHo在2008年9月22日宣布與NHN Japan合作，在Hangame網站於10月16日開始服務。
泰國地區由ONENET所代理，於2007年3月24日至4月17日進行封閉測試，並於9月14日開始正式服務。2011年8月1日，代理商宣布于2011年9月14日停止运营。
2008年4月3日，天宇科技得到在香港地區及台灣的的代理權，採用韓國地區的版本為基準，將譯名取為《伊希歐之夢》，香港於2008年4月17日開始封閉測試，於同年5月29日公開測試，並於同年6月5日開始正式營運。而台灣於2008年6月26日開始封閉測試，於7月31日開始公開測試，並於同年8月7日開始正式營運。到了2011年6月28日，天宇科技取得以日本地區為基準的版本合約，並將譯名取為《埃米爾物語》，於2011年7月12日至7月18日進行封閉測試，到了同年7月21日進行公開測試的同時開放商城。因為遊戲內的設定與韓國地區為基準的版本的設定不同，加上原有的版本與日本地區的版本差異甚大，因此分為兩個不同的營運團隊進行運作，造成同一間遊戲代理商代理同一款遊戲有兩個不同名稱的情況存在。2013年6月4日，代理商宣佈于2013年7月4日終止運營
新加坡及馬來西亞版本由雲起遊戲所代理，於2009年7月8日至7月22日期間封閉測試，於9月30日進行公開測試，於同年10月14日正式營運。而雲起在2010年8月25日宣布將於同年9月27日停止英語版的服務，並於同年9月2日宣布即將推出繁體中文版，但是並沒有訂定發佈日期。
印尼地區版本由WaveGame代理，於2009年7月23日至8月6日封閉測試，於8月27日公開測試，於同年9月10日正式營運。2012年9月6日，代理商宣布2012年10月4日停止營運。
日本地区版本运营初期以月費形式收取遊戲費用，1,500日圓（12.40美元）可使用30天，另外提供免費試用期；於2009年5月28日改為商城制（免基本費用，部分道具額外收費）。在日本本土以外的版本均采用商城制。
日本地區版本於2017年8月31日終止營運。

## 遊戲簡介

### 世界設定
人為的連接開啟了三個平行世界的通道，位於舞台的中心，埃米爾世界有著一段「因戰亂而消失的高度機械文明」的歷史。埃米爾（人類）、塔妮亞（天使）、道米尼（惡魔）、DEM（機械）以及古人民這五個種族一起生活著，玩家除了古人民以外可以選擇這四個種族來進行遊戲。在遊戲一開始時的事件能夠看見過去所發生的情況。

### 主要遊戲系統
經驗值
在族、塔妮亞族以及道米尼族的場合，打倒敵人或解任務可以取得經驗值，當經驗值達到100%時，就會提升等級。
在DEM族場合：消耗積蓄的經驗值方式來習得技能或購買晶片方式來增加能力。
等級
在族、塔妮亞族以及道米尼族的場合：主要分成基本等級以及職業等級，根據敵人或任務的不同有所差異。基本等級是人物固有的等級，而職業等級是每一個職業所設定的等級。
在DEM族的場合：消耗EP（Engage Point）來增加基本的能力，由於DEM族沒有職業區分，而沒有計算職業等級。
在世界、塔妮亞世界等級的上限為基礎等級110級、職業等級50級，而在道米尼世界為基礎等級50級、職業等級50級。
狀態
在族、塔妮亞族以及道米尼族的場合：依照每個種族以及職業雖然有修正值，提升一個等級之後能夠取得獎勵點數，能夠自由分配人物的狀態。狀態可分為STR（力量）、DEX（命中）、INT（智慧）、VIT（體質）、AGI（靈活）、MAG（魔力）等六種狀態，這六種狀態能夠影響玩家的HP（生命力）、MP（魔法技能的魔力）、SP（物理攻擊的力量）、物理攻擊能力、魔法攻擊能力、命中能力、防禦能力、迴避能力、攻擊速度以及技能詠唱速度等。能夠支付遊戲內貨幣來重置玩家人物自身的狀態點數。
在DEM族的場合：基礎等級上升時能夠提升能力，由於沒有獎勵點數而不能進行分配狀態點數，而是在人物在裝備機械形態的時候，支付人物的基本經驗值購入晶片來配置能力，以及購買強力的套件來增加實力。
技能
在族、塔妮亞族以及道米尼族的場合：當職業等級提升或是達成各種事件時都會取得一個職業點數。根據職業的不同能學到的技能也不相同，同時要達到一定的職業等級才能學習特定技能。要學習一個技能必須花費三個技能點數。而增加一個技能的等級，需要消費一個職業點數。
在DEM族的場合：人物在裝備機械形態的時候，支付人物的技能經驗值購入技能晶片來配置技能。
憑依系統
本遊戲的最大特色。角色可憑依到其他角色上施放各種輔助技能，甚至增加被憑依者的能力素質。而因為憑依者不需任何操作也會隨被憑依者移動，所以被視為本作最成功的「帶練系統」。
隊伍

活動木偶
活動木偶外觀一般為古之民，變成活動木偶狀態時除外觀改變外，也能得到相應的素質提升和技能效果。另外使用活動木偶時是不能有任何憑依狀態。活動木偶可合成為活動木偶石像，用作離線商店或離線收集物品之用。
伙伴
前期稱為「寵物系統」，後因大量加入人型寵物，因而改稱「伙伴系統」更為適合。伙伴系統可設定AI，對玩家自動施放輔助技能及主動攻擊敵人。
軍團

武防融合系統
可將能力武器(防具)與外觀武器(防具)融合。於2015年年末有所更新系統。
融合限制：同種類之武防，如鈍器僅能與鈍器融合，胸前飾品僅能與胸前飾品融合
外觀武器(防具)：種族、性別、職業、等級在合成時不受限制
能力武器(防具)：種族、性別、職業、等級在合成時不受限制
合成結果：將形成外觀為外觀武器(防具)，但能力武器(防具)會取兩種武器(防具)中最大限制。
例子： 外觀防具(80等女性探險家職業裝備)、能力防具(無限職業/性別/等級的ECO T恤)；合成結果：80等女性探險家專用ECO T恤
經融合後的武器(防具)於其圖示右下角將標註一個星型符號提示為武防融合後道具
可以使用豐收者技能解除武防融合，但外觀裝備會被強制變成最大耐久只有1。
闘技場
位於下城北邊能夠與其他玩家進行對戰（PvP戰）的地方。能夠與玩家對決的地方，無法獲得任何經驗值。同時這裡也是騎士團練習以及夢之狂想戰的報名所在地。
騎士團演習
能夠與東西南北的各騎士團登記的玩家們對戰的系統。各軍隊最多100人，最多容納400人。與闘技場的對戰不同的是，重視與各軍隊之間的合作。
都市攻防戰
每週六晚上，於道米尼世界進行的大型防守戰，以保護防禦機械為目標。當8個防禦機械同一時間被全數破壞時攻防戰就因失敗而結束，並開始奪還戰。奪還戰持續時西軍本部的一切機能會停止，直到奪還戰完結。
都市攻略戰
當都市攻防戰成功後便會開始都市攻略戰，攻略戰會優先給參加過剛才的攻防戰並有一定貢獻度的玩家登記入場，有餘額才會開放給其他玩家參加。攻略戰以「地下浄水施設」、「アイアンサウス跡地」、「鉄火山エネルギープラント」、「トラージ・ディコーヤ」四個地圖作為戰場，跟隨任務指示下一步一步進攻。當「アイアンサウス跡地」或「鉄火山エネルギープラント」或「トラージ・ディコーヤ」的奪還度達100%時，完戰後則能開放該地圖，時間直到下週的攻防戰開始。
上位轉生
由二轉職業轉職為三轉職業的必經系統。最低要求為基礎等級 100LV，但上位轉生會根據等級而開放更多的報酬。塔妮亞和道米尼族只有外觀改變(光環或尾巴的款色、翅膀款色、顏色及數量)；埃米爾則除了3種外觀選擇外，更附送活動木偶、寵物、背負魔(巨技能效果的背部裝備)。上位轉生後基礎及職業等級會重置，經驗需求亦會上升。

### 種族
在ECO裡有四種種族，分為埃米爾族、塔妮亞族、道米尼族以及DEM族，而除了DEM族外不論是哪一種族都可以自由選擇職業，不過選擇特定的種族的話，依照職業的不同可以免去轉職考試的一部份。例如塔妮亞族轉職祭司、道米尼族轉職魔攻師時可以省去其中一部份考試。DEM族無法選擇職業，而是使用種族專用的裝備。

#### 族
也就是所謂的人類族。為了尋求財富和名聲而出發世界各地的遺跡和地牢旅行的背景。在初期的體質值高，適合戰士系的職業。同時在三個種族當中唯一沒有翅膀，能夠背帆布背包，也適合生產職業。

#### 塔妮亞族
也就是所謂的天使族。達到一定的年齡，必須接受考驗而拜訪人類界的背景。頭上有光環，背上長了白色的羽翼，在三個種族當中唯一漂浮在空中。在初期魔力值高，主要以魔法師等魔法系職業為主的種族。

#### 道米尼族
也就是所謂的惡魔族。為了追求慾望以及尋求戰鬥和勝利來到人類界的背景。背上長了黑色的羽翼以及尾巴，在初期的力量值高，適合戰士系的職業，在初期VIT值很低不利於戰鬥。在初期魔法值僅次於塔妮亞族也適合魔法系職業。

#### DEM族
機械化的種族。原本是命令於侵略道米尼世界的種族，由於某些情況之下，擁有自由的意志而站在道米尼族一側。能夠自由切換裝備一般的服裝時的「普通形態」以及裝備戰鬥用裝備時的「機械形態」。DEM族是唯一沒有辦法轉職的種族，而成長的特徵除了基礎等級上升以外，增加晶片以及零件來上升自己的能力。

### 職業
主要以埃米爾族、塔妮亞族、道米尼族為主除了DEM族以外遊戲剛開始時玩家角色職業為初心者，經歷一定任務後能夠在阿高路普斯市上城的職業工會進行轉職。依照職業會要求不同的角色能力值，沒有等級的限制，必須通過轉職測驗。
二次職業轉職的條件為職業等級30級以上（最高職業等級為50級），但轉職之後無法回遡重新取得一次職業的技能。轉職後在也無法取得一次職業的技能點數（除了透過技能點數取得事件之外）。
二次職業區分為專業性職業（二轉一）和技術性職業（二轉二）。從一次職業二轉時只能成為專門職業。技巧職業在滿足一定條件之後，能夠由專門職業轉職。有過二轉二的經歷之後，便可以隨意在技巧職業和專門職業之間轉換，稱之為職業切換系統。在切換職業時，根據職業等級，可以保留一定數目的技能攜帶至另一種二次職業使用。
三次職業轉職主要打倒埃米爾龍、基礎等級100級以上、專業性職業或技術性職業的職業等級50級以上。初心者的基礎等級100級以上、職業等級50級即可轉職。
最初的職業形象由羽々キロ設計，像是女闇術師為「闇黑護士」、女獵人為「機械女僕」等。

#### 戰士系
戰士系也就是所謂前鋒職業，隊伍裡的核心職業。例如擅長使用劍攻擊的「劍士」，防禦力和生命值極為優秀的「騎士」，單打獨鬥能力優秀的「盜賊」，以及使用弓進行遠距離攻擊的「弓手」。

#### 魔法系
魔法系也就是所謂的魔法使職業，擔任隊伍的後衛角色。使用無屬性的新生魔法攻擊和補助系魔法的「魔法師」、使用火、水、土、風等四屬性魔法的「元素使」、不擅長攻擊但是是唯一會使用恢復魔法以及光屬性魔法的「祭司」，以及使用闇屬性的魔法和少量前衛物理攻擊的「魔攻師」。

#### 生產系
生產系也就是使用特殊能力專門的職業。擅長礦石知識以及收集的「礦工」，擅長植物知識以及收集的「農夫」，擅長收集道具和單打獨鬥能力的「冒險家」，能夠低買高賣以及自己開店的「商人」。在隊伍裡擔任持重物的角色。在ECO裡道具有重量與數量的限制，因此這個優點被許多人重視。

#### 聯合職業
聯合職業是裝備特殊的道具『象徵裝備』，能夠使用特殊職業的力量。在裝備象徵裝備的期間，角色即成為聯合職業，這時仍可以使用原職業技能，但會有與原職業不同的職業能力分配。卸除象徵裝備後即還原回原職業。與一般的轉職系統不同的是，聯合職業之所有技能等級皆為一級也無技能點數之設定，為等級到達後即時習得。

#### 副職業
副職業系統，簡稱副職，開啟條件為110LV、三轉50JOB，經無限迴廊的任務開通本系統。副職業以12個職業系統(並無初心者/小丑)來劃分，根據等級習得該職業系統的1-3轉技能，並同時只能裝備最多10個副職技能。每個角色只能同時裝備一個副職業，可隨時解除。如果要更換其他副職業，需另行進行任務取得更換權限。副職系統於一般職業不同，JOB的等級上限為110lv，經驗需求超大複上升，單是頭1lv已比基礎等級的110lv更高。另外並不是所有技能都可被副職學習，例如3轉的專門技能系列(job 3)、團隊技能(job 10)、最終技能(job 50)。
| 初始階段 | 轉職     | 一次職業 基礎職業 | 一次職業 基礎職業 | 轉職     | 二次職業   | 二次職業 | 二次職業   | 轉生     | 三次職業 編年史職業 |
| 初始階段 | 轉職     | 一次職業 基礎職業 | 一次職業 基礎職業 | 轉職     | 專業性職業 | 互轉     | 技術性職業 | 轉生     | 三次職業 編年史職業 |
| 初心者   |          |                   |                   |          |            |          |            |          |                     |
| ⇒        | ⇒        | ⇒                 | ⇒                 | ⇒        | ⇒          | ⇒        | ⇒          | 小丑     |                     |
| ⇒        | 戰士系   | 劍士              | ⇒                 | 劍客     | ⇔          | 賞金獵人 | ⇒          | 劍鬥士   |                     |
| ⇒        | 戰士系   | 騎士              | ⇒                 | 聖騎士   | ⇔          | 闇黑騎士 | ⇒          | 守護者   |                     |
| ⇒        | 戰士系   | 盜賊              | ⇒                 | 刺客     | ⇔          | 特工     | ⇒          | 殲滅者   |                     |
| ⇒        | 戰士系   | 弓手              | ⇒                 | 獵人     | ⇔          | 神槍手   | ⇒          | 鷹眼     |                     |
| ⇒        | 魔法系   | 魔法師            | ⇒                 | 魔導師   | ⇔          | 賢者     | ⇒          | 魔導大師 |                     |
| ⇒        | 魔法系   |                   | ⇒                 |          | ⇔          | 巫師     | ⇒          | 星術士   |                     |
| ⇒        | 魔法系   | 祭司              | ⇒                 | 神官     | ⇔          | 吟遊詩人 | ⇒          | 主教     |                     |
| ⇒        | 魔法系   | 魔攻師            | ⇒                 | 闇術師   | ⇔          | 死靈使者 | ⇒          | 噬魂師   |                     |
| ⇒        | 生產系   | 礦工              | ⇒                 | 鐵匠     | ⇔          | 機械師   | ⇒          | 巨匠     |                     |
| ⇒        | 生產系   | 農夫              | ⇒                 | 鍊金術師 | ⇔          | 木偶使   | ⇒          | 豐收者   |                     |
| ⇒        | 生產系   | 冒險家            | ⇒                 | 探險家   | ⇔          | 考古學家 | ⇒          | 拓荒者   |                     |
| ⇒        | 生產系   | 商人              | ⇒                 | 貿易商   | ⇔          | 賭徒     | ⇒          | 皇家商人 |                     |
| 聯合職業 | 聯合職業 | ↓↑                |                   | ↓↑       |            | ↓↑       |            | ↓↑       |                     |
| ⇔        | 特殊職業 | 馴獸師            | 馴獸師            | 馴獸師   | 馴獸師     | 馴獸師   | 馴獸師     | 馴獸師   |                     |
| ⇔        | 特殊職業 | 庭園師            |                   |          |            |          |            |          |                     |

### ECO的世界
在《伊希歐之夢》裡存在數個世界，分為埃米爾的世界、塔妮亞的世界、道米尼的世界等三個世界。另外存在著機器種族DEM的世界。現在被確認的三個世界屬於平行世界的關係。不過根據歷史的不同，實際的景色有所差異。

#### 的世界
玩家主要冒險的世界。四面環海，有綠色的草原、沙漠以及荒野等各式各樣的地形。過去存在著高度的機械文明。在機器時代為了尋求大量的資源。建造了連結宇宙與地下的塔。但是這座塔並沒有連結宇宙與地下，而連到了塔妮亞與道米尼這兩個平行世界。這座塔稱之為通天之塔。實際上通天之塔建設計畫本身，打算確保塔妮亞世界對付DEM的策略。因此埃米爾的世界，因為DEM的侵佔引起了戰爭。結局首都阿高普路斯市與DEM的機動要塞瑪伊瑪伊形成了互相爭奪的戰爭而結束。在此同時許多機械文明的產物都遺失了。而現在使用被挖掘出來的機器，來恢復過去的文明。但是由於DEM經常侵入埃米爾的世界，無法預先判斷的狀況持續發生。除了埃米爾族之外，也有塔妮亞族與道米尼族在此生活。由於種族的差異較少，不少混血被視為異端。

#### 塔妮亞的世界
四周圍繞著海洋，綠色和文明的和諧世界。現在為了抵抗DEM的侵略而設下了特殊的結界。通天之塔之島與水之鄉週邊的海域被隔離。另外被稱作ECO鎮的區域，需要特殊的方式進入。因此不了解奧克魯尼亞大陸本土的情況。塔妮亞是天生聰明的種族，而擁有著出色的文明，因此輕視其他的種族的人非常多。

#### 道米尼的世界
四周被沙漠覆蓋的世界。太陽經常是日食狀，即使是白天也像夜晚一樣昏暗。地形是沙和荒野居多，現在因為機器種族DEM的侵略，大部分地區被大量機械所覆蓋。

#### DEM的世界
神秘的世界。機器種族DEM的世界。
根據幻之遺蹟「洋紅煉瓦」的壁畫任務指出，這個DEM世界極有可能是最初的世界，後來被「鯨」襲擊才以次元移動到現時已知的天、人、魔三界。

### ECO世界的城市

#### 世界的都市
阿高普路斯
阿高普路斯是遊戲一開始之後玩家最初來到的城市，是位於奧克魯尼亞大陸中央的自由貿易城市，而阿高普路斯建立在破火山口湖之上，由一根巨大的軸心插入湖底來支撐，在頂點部分使用巨大的纜繩來支撐整座城市。整座城市以主要以商業為主的商人居多，聚集了全世界的商品的買賣，是全世界散發的活力的地方。這座城市曾經是奧克魯尼亞王國的首府，在某個事件之後導致滅亡。在這之後的各個國家的駐軍相爭過去，整座城市由諾頓、阿伊恩薩烏斯、帕斯特以及摩根這四個國家進行聯合管制。避免任何一個國家得駐軍將阿高普路斯獨立，各個國家的軍隊以防衛城市以及保護居民為理由來進駐，並且組成「混合騎士團」，雖然其名為「混合騎士團」，但是各個騎士團之間並沒有在一起，各個組織之間的關係很冷淡。
諾頓
諾頓是位於奧克魯尼亞大陸北方的小島，終年降雪的城市。在ECO的世界唯一實行君主制的國家，擅長魔法研究的魔法行會總部的魔法王國。地表位於非常寒冷的地區，城市的本體位於地底下。
阿伊恩薩烏斯
阿伊恩薩烏斯是位於奧克魯尼亞大陸南方的礦山都市。
帕斯特
帕斯特是位於奧克魯尼亞大陸東方的島嶼都市。
摩根
摩根是位於奧克魯尼亞大陸西南方的小島都市。有豐富的煤炭資源，與阿伊恩薩烏斯有一段共治的歷史，隨著資源的需求上升而逐漸強勢起來，到了最近幾年從阿伊恩薩烏斯獨立出來，與阿伊恩薩烏斯的關係變得非常險惡，到現在處於緊張狀態。
唐卡
唐卡是位於奧克魯尼亞大陸東南方的小島工廠都市，是阿依恩薩烏斯的屬國。

#### 塔妮亞世界的都市
埃爾·西爾
埃爾·西爾是位於塔妮亞世界的奧克魯尼亞大陸中央的空中城市，分為上層以及下層兩個部分組成，上層主要設置展望廣場以及政治設施為主，下層則是商業設施為主。
ECO城鎮
ECO城鎮是位於塔妮亞世界的療養地。在ECO鎮內有溫泉和商店街以及觀光景點，以及小遊戲（現在只有撲克牌遊戲「大富豪」）。在ECO鎮內的遊戲和購物必須使用ECOIN這個專用的貨幣。同時在ECO鎮內有稱為鯨魚岩高等級用的地牢。
沃特雷亞

#### 道米尼世界的都市
衛斯特城
位於奧克魯尼亞大陸西邊的王都，與奧克魯尼亞大陸用一座橋連結。是道米尼的世界唯一沒有被DEM族所壓制的最後城市。現在道米尼的天才修達因博士，將這座都市變成要塞城市。現在羅城門的道路無法通行，裡面還有城市。
得姆羅波利斯市
已經被DEM族佔領並且改造的阿高普路斯市，完全沒有保留過去的面貌，現在城市的入口處於關閉狀況。
阿伊恩薩烏斯跡地、鐵火山、トラージ・ディコーヤ
攻略戰主要的三個地圖，於每週攻略戰成功可開放相應地圖，直到下一週的攻防戰。是被DEM族佔領並且改造的阿伊恩薩烏斯區域，可從軍艦島地下進入。

## 伺服器

### 日本地區
日本的伺服器名稱全部以花的名稱命名，在「大家一起製作運動」活動中由玩家命名。而Anemone（罌粟秋牡丹）伺服器是為了測試三轉職業的新技能所開啟的測試伺服器，至2013年1月底止開放七次。
- Freesia（小蒼蘭）（2005年12月9日－2017年8月31日）
- Clover（四葉草）（2005年12月9日－2017年8月31日）
- Lupinus（羽扇豆）（2005年12月9日－2017年8月31日）
- Zinnia（百日菊）（2007年5月25日－2017年8月31日）[68]
- Anemone（罌粟秋牡丹）
  - 第一次（2010年11月26日－2010年12月3日）[67]
  - 第二次（2011年3月8日－2011年3月15日）
  - 第三次（2011年6月20日－2011年6月27日）[69]
  - 第四次（2011年12月19日－2011年12月26日）[70]
  - 第五次（2012年6月11日－6月18日）[71]
  - 第六次（2012年7月17日－7月24日）[72]
  - 第七次（2013年1月15日－1月22日）[73]

### 韓國地區
韓國的伺服器名稱以遊戲內的地點名稱命名。
- 阿伊恩薩烏斯（2007年5月31日－2010年11月3日）
- 諾頓长廊（노던프롬나드）（2007年5月31日－2010年11月3日）

### 泰國地區
泰國的伺服器名稱以日本的食物名稱命名。
- Moji（文字燒）（2007年9月14日－2011年9月14日）
- Takoyaki（章魚燒）（2007年9月14日－2011年9月14日）

### 香港與台灣
香港與台灣的《伊希歐之夢》的伺服器名稱以季節與天氣的名稱命名。香港地區於2009年5月8日將原有的兩台伺服器合拼成單一伺服器「秋之祭」；台灣於2009年5月7日將原有的四台伺服器合拼成單一伺服器「夢之祭」；2011年5月19日香港與台灣的伺服器亦合併成單一伺服器，並取名為「月之祭」。
《埃米爾物語》的伺服器名稱以花的名稱命名。
2013年6月4日，《伊希歐之夢》與《埃米爾物語》同時宣佈因無法續約將於2013年7月4日終止服務，至此海外服全部陣亡。
《伊希歐之夢》
香港
- 春之祭（2008年5月29日－2009年5月8日）
- 夏之祭（2008年5月29日－2009年5月8日）
- 秋之祭（2009年5月8日－2011年5月19日）

台灣
- 晴之祭（2008年7月31日－2009年5月7日）
- 雨之祭（2008年7月31日－2009年5月7日）
- 嵐之祭（2008年7月31日－2009年5月7日）
- 霧之祭（2008年7月31日－2009年5月7日）
- 夢之祭（2009年5月7日－2011年5月19日）

港台
- 月之祭（2011年5月19日－2013年7月4日）

《埃米爾物語》
- 緋櫻（2011年7月21日－2013年7月4日）

### 印尼地區
印尼地區以日本的事物名稱命名。2011年9月8日原有的兩台伺服器合併成單一伺服器「Tomodachi（朋友）」。到了同年12月15日新增伺服器「Nozomi（希望）」，除了打怪所得经验是Tomodachi的1.5倍以外，其他设定皆与Tomodachi相同。到了2012年7月5日「Tomodachi（朋友）」與「Nozomi（希望）」兩個合併成單一伺服器，並取名為「Acronia（奧克魯尼亞）」。
- 櫻花（Sakura）（2009年8月27日－2011年9月8日）
- 光（Hikari）（2009年12月10日－2011年9月8日）
- 朋友（Tomadachi）（2011年9月8日－2012年7月5日）
- 希望（Nozomi）（2011年12月15日－2012年7月5日）
- 奧克魯尼亞（Acronia）（2012年7月5日－2012年10月4日）

### 新加坡與馬來西亞地區
新加坡與馬來西亞共用一組伺服器，伺服器的名稱以遊戲內的地點名稱命名。
- 阿高普路斯（Acropolis）（2009年9月30日－2010年9月27日）

### 中國大陸地區
封测时分为電信與網通两个服务器，以花的名字命名。内测阶段以后，原封测期间两个服务器被合併为一个服务器，提供电信、网通两个接入点。到了2011年12月27日，风信子与四叶草两个服务器合併，新服务器名字为“四叶草”。
- 波斯菊（電信）（2011年1月12日－2011年1月27日）
- 風信子（網通）（2011年1月12日－2011年1月27日）
- 风信子（电信、网通）（2011年2月25日－2011年12月27日）
- 四叶草（电信、网通）（2011年10月18日－2013年4月8日）

注：网通线路在2012年4月-11月期間暫停過。

## 版本更新履历
ECO的大幅更新以SAGA（傳奇）命名，每次會以不同主題增加新的地圖、道具、系統。

### SAGA0：奧克魯尼亞的鼓動
日語版於2005年8月1日開始封閉Beta測試，於8月19日開始開放Beta測試。當時只有實裝奧克魯尼亞大陸，以及最初的三個種族以及基礎職業。

### SAGA1：白色大地與無限迴廊
日語版於2005年10月14日實裝北方魔法王國「諾頓王國」（ノーザン王国），並於12月9日開始正式服務。實裝基礎職業的技能以及裝備，以及魔法系以外的職業不能進入的房間，試驗自己實力的「無限迴廊」以及能夠與其他玩家進行PvP戰的「鬥技場」。

### SAGA2：邁向黎明之物
日語版於2005年12月9日開始進行收費，實裝南方礦山都市國家「阿伊恩薩烏斯」（アイアンサウス），以及實裝寵物系統、武器防具強化系統、二轉專業性職業等（二轉一）。

### SAGA3：豐收之國與黑暗之城
日語版於2006年3月24日實裝東方農業都市國家「帕斯特」（ファーイースト）。在帕斯特設置了為高等級玩家所設置的地牢，以及實裝了能夠提高寵物的能力上限的寵物轉生系統，以及實裝類似玩家自己的房間的飛空庭，並且新增自動產生的地下副本遺跡。在過去的地圖的3D繪圖場景只開放部分的視野，而在SAGA3當中新增的地圖場景當中開放了大部分的視野。韓國、香港、新加坡、馬來西亞地區的初始版本。

### SAGA4：興國之風
日語版於2006年7月21日實裝西方煤礦都市國家「摩根」（モーグ）。實裝二轉技術性職業（二轉二）、新場景「光之塔」實裝，以及在同一人物的二轉一與之間二轉二的互換的職業轉換系統。台灣、印尼地區的初始版本。

### SAGA5：創生與傳承之島
日語版於2006年12月8日實裝奧克魯尼亞東南小島「唐卡」（トンカ）。實裝飛空庭的改造（移動指定區域功能）、摩根光之塔上層擴張以及新增多項任務，這些隨伴著新模式以及新物品而新增。香港與台灣的版本分別在2008年10月22日以及10月23日實裝。

### SAGA6：新生之扉
日語版於2007年7月20日實裝奧克魯尼亞東南東小島「瑪依瑪依」（マイマイ）。同時開放高等級玩家的「瑪依瑪依遺跡」，新增二轉技巧職業技能51種、專門職業3種，共54種技能。SAGA6更新第二彈「銜接職業」，實裝特殊職業「馴獸師」。香港與台灣的版本分別在2009年1月14日以及1月15日實裝。

### SAGA7：遙遠的水之鄉
日語版於2007年12月7日實裝奧克魯尼亞西北小島「通天之塔」（天まで届く塔の島）、天界「水之鄉」（ウォーターレイアー）以及新洞窟「海底洞窟」。香港與台灣的版本分別在2009年5月25日以及5月26日，並且取名為《水之故鄉》。在中國大陸地區的测试初始版本。

### SAGA8：戰歌的大地
日語版於2008年5月1日實裝。道米尼界「奧克魯尼亞西部」，最後的城寨「西軍本部城市」（ウェストフォート）實裝。道米尼界開放「次元轉生系統」，基本等級以及職業等級將回復到Lv1狀態的再開始進行遊戲。香港與台灣的版本分別在2009年11月4日以及11月5日實裝，並且取名為《緋空之輓歌》。

### SAGA9：悠久之樂園
日語版於2008年12月4日實裝。塔妮亞世界的家鄉「ECO城鎮」（ECOタウン）實裝，以及99級武器以及製作的材料實裝，以及新增「鯨魚岩」（くじら岩）洞窟。香港版本與台灣的版本分別在2010年3月24日以及3月25日實裝。

### Update：IRIS
日語版於2009年5月28日實裝，改為以道具收費為主的商城制。新增「彩虹女神卡片系統」（イリスカードシステム），能夠在裝備上賦予屬性能力（一個裝備最多五張）。著重於魔法屬性（火、水、風、土、光、暗）的強弱重要性，大幅變更戰鬥時的損傷。以及實裝LV99防具的取得任務。香港版本與台灣版本分別在2010年8月25日以及8月26日實裝，並同時將Primula版本的內容一並實裝。

### SAGA10：虛假的神與機械的記憶
日語版於2009年12月17日實裝。第四種族DEM族實裝，包括與DEM專用的零件和晶片，道米尼世界的等級上限提升至50級，以及新增與DEM相關的地圖。香港版本與台灣版本分別在2011年1月19日以及1月20日實裝。

### Update：Primula
日語版於2010年3月26日實裝。實裝系統嚮導Primula，新增城市攻防戰地圖「地下淨水廠」，部分職業增加技能。機器貓靈、次元洞窟以及110武器取得任務。香港版本與台灣版本與IRIS版本同時實裝。

### SAGA11：覺醒之刻
日語版於2010年8月19日實裝。實裝上位轉生次元職業、塔妮亞的世界、110級武器以及DEM變身形態。中国大陆地区于2011年8月9日实装，港台地区方面《伊希欧之梦》于2012年1月11日实装，《埃米尔物语》于2012年1月19日实装。

### SAGA12：蘇生的鼓動與天空的守護者
日語版於2010年12月16日實裝。实装飞空城，上位三次职业原画与职业装，26个新三转技能，三转专用推进器装备。港台地区方面《伊希欧之梦》于2012年8月23日实装，《埃米尔物语》于2012年8月28日实装。中国大陆地区于2012年10月30日实装。

### SAGA13：開拓的大地
日語版原本預定於2011年3月24日實裝第一彈以及4月實裝第二彈，而因為日本發生東北地方太平洋近海地震的緣故引此延期到4月14日實装第一彈。实装师弟系统，聊天、邮件系统改良，使用者介面（UI）的改良，開放新地圖。而第二彈於同年5月19日實裝，實裝飛空城的農場、上位三次職的新技能與等級上限、導航系統的改善的以及調整原有的經驗值。
港台地區方面《伊希歐之夢》於2013年1月16日實裝，《埃米爾物語》於2013年1月17日實裝。

### SAGA14：深綠之扉
日語版於2011年7月21日實装。实装釣魚系統、變臉道具、拍档系统，现存系统改良：怪物AI提升，物品效果、重量调整，食谱的增加、调整，開放瑪依瑪依島新地圖，廢除次元轉生，都市攻防戰改良。

### SAGA15：永遠之絆
日語版於2011年11月24日實装，實裝聯合寵物系統、回收系統，以及開放西部開拓地與奧克魯尼亞丘陵。

### SAGA16：冰之女王的追憶
日語版原本預定於2012年5月25日實裝，而因為更新內容當中彩虹女神卡片組合系統與虛擬轉蛋兌換（コンプリートガチャ）系統相似，因此實裝日期延期到5月31日，實裝諾頓地下、旅行者的記事本、彩虹女神卡片以及簡易設定等。

### SAGA17：太古的封印與無窮之檻
日語版於2012年9月20日實装，實裝無限迴廊下層以及第二台飛空庭。

### SAGA18：錆色的蜃氣樓
日語版于2013年8月22日实装，“锖色的蜃气楼”版本分为三弹“赤蚀的古代都市”“二重的秘术”“地底的胎动”，三个阶段。
- 第一弹“赤蚀的古代都市”更新沙漠埋藏的幻之遗迹“洋红炼瓦”，古代都市蠢蠢欲动的新敌人新怪物登场，未开之地掀开新的力量EX伊利斯卡第24弹登场。
- 第二弹“二重的秘术”更新三次职更深度的进化“职业融合系统”，机械种族的力量解放“DExtension”，装扮更加有趣新颜开关登场。
- 第三弹“地底的胎动”更新无限回廊彼方的挑战——奈落阶层，与伙伴的秘密基地更加快乐——飞空城新部件登场。
- 至此所有版本更新沒有再以SAGA區分

## 製作人員
- Trio ECO：Emil Chronicle Online 製作委員會（2005年11月解散）、發表至2007年3月的計畫
- 管理、營運 ：GungHo Online Entertainment
- 製作、開發：Headlock
- 販售：Broccoli
- 正式原畫：
  - ：主要形象（發表－SAGA5）、形象人物設計、職業形象設計（Lv35、45、75級職業專用裝備，飼育師專用裝備設計）、種族以及職業插圖，活動木偶插圖、凱堤（青子、山吹、堇子、茜子）、寵物設計、特典道具設計
  - 尾谷修：主要形象（SAGA6）
  - Production I.G：主要形象（SAGA7－SAGA13）、形象人物設計（關川成人）、形象插畫
  - 雀葵蘭：主要形象（SAGA13 - ）、形象人物設計
- 主題曲
  - 嘉陽愛子（擔任形象大使）：「Hold on to love」、「☆ HOME MADE STAR ☆～嘉陽愛子的主題曲～ 」（- SAGA5）
  - TRF：「BOY MEETS GIRL '07～Mysterious Island Remix～」（SAGA6的主題曲）
- ECO放送局（2007年12月結束）
  - 主持人：原田ひとみ、松來未祐
- ECO☆Studio（ECO☆スタジオ）
  - 主持人：、竹内幸輔

## 漫畫
本作品的外傳漫畫作品以《ECO 外傳 達爾達傳說》（エミル・クロニクル・オンライン外伝 デルタサーガ）的標題在SOFTBANK Creative的《月刊少年Blood》雜誌2006年9月號至11月號連載，隨著《月刊少年Blood》的停刊，在2007年1月開始在線上漫畫平台《FlexComix Blood》連載，作畫是津津巳綾（津々巳あや）。而台灣由東立出版社所代理發行。
在遊戲當中包含了漫畫當中故事情節的互動，依照故事的進度而有所變化。
| 冊數 | 日文版             | 發售日期       | 台灣版             | 發售日期      |
| ---- | ------------------ | -------------- | ------------------ | ------------- |
| 1    | ISBN 9784797338829 | 2006年12月12日 | ISBN 9789861045887 | 2010年2月5日  |
| 2    | ISBN 9784797342383 | 2007年6月8日   | ISBN 9789861045894 | 2010年2月5日  |
| 3    | ISBN 9784797345735 | 2007年12月12日 | ISBN 9789861045900 | 2010年9月27日 |

## 備註
1. ↑  除了日語版以外的地區，重置玩家人物自身的狀態點數的道具需要收費。
2. ↑  大家一起製作運動（日語：みんなで作ろうキャンペーン）是由GungHo公司向玩家募集遊戲當中的意見以及靈感所推出來的活動[65]，至2010年12月為止一共推出15回的活動。

## 外部連結
官方網站
- （日語） http://www.econline.jp （页面存档备份，存于） - 日本官方網站（GungHo）
- （日語）  - 日本官方網站（Hangame）
- （繁體中文）伊希歐之夢ONLINE （页面存档备份，存于） - 港澳臺官方網站（GameCyber）
- （繁體中文）埃米爾物語 （页面存档备份，存于） - 港澳臺官方網站（GameCyber）

非官方網站
- （日語） ECO-Wiki ECO綜合資料wiki
- （简体中文） Ecologie 艾米尔编年史的地图资料网站